# Butscha
Butscha (ukrainisch und russisch Буча; englisch transkribiert Bucha) ist eine ukrainische Stadt, die vor dem russischen Überfall auf die Ukraine im Februar 2022 laut der amtlichen Statistik rund 34.000 Einwohner zählte. Sie liegt etwa 25 Kilometer nordwestlich der Hauptstadt Kiew in deren Großraum und als Sitz und Zentrum des Rajons Butscha Teil der Oblast Kiew. Durch das Massaker von Butscha wurde der Ort zu einem Symbol für russische Kriegsverbrechen.

## Geschichte

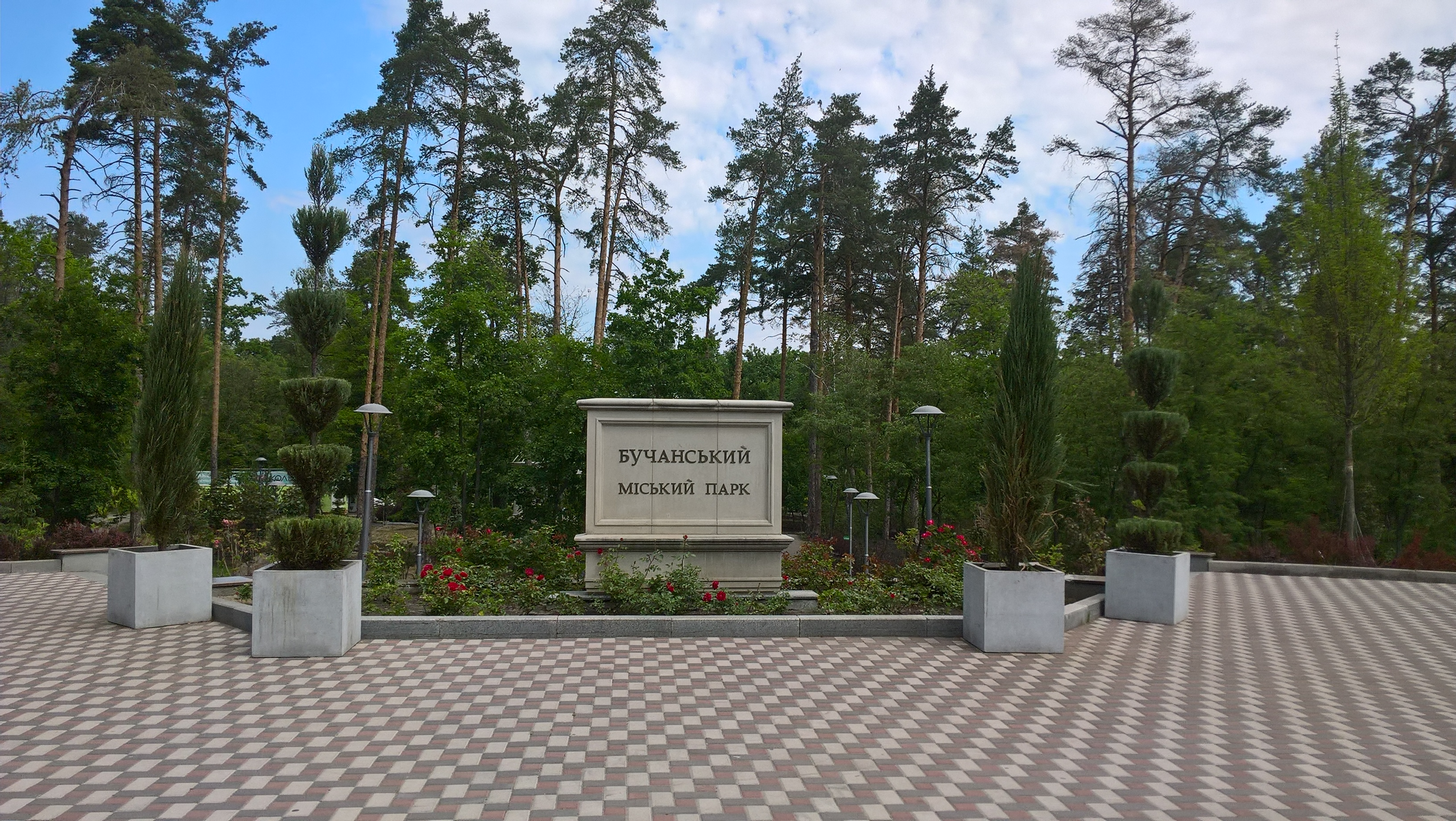
Eingang zum Schewtschenko-Park in Butscha 2017

Die heutige Stadt entstand als Siedlung um eine Bahnstation, die hier Ende des 19. Jahrhunderts an der heutigen Bahnstrecke Kowel–Kiew erbaut wurde. Der Name bezog sich auf den hier die Bahnstrecke kreuzenden Fluss Butscha. Bis zum 9. Februar 2006 war Butscha eine Siedlung städtischen Typs und der südlich gelegenen Stadt Irpin untergeordnet, danach wurde ihr der Stadtstatus zuerkannt und sie unter Oblastverwaltung gestellt.
Im Rahmen der Verwaltungsreform vom 18. Juli 2020 wurde Butscha Verwaltungssitz eines neu gebildeten, gleichnamigen Rajons.

### Massenhafte Ermordung von Zivilisten

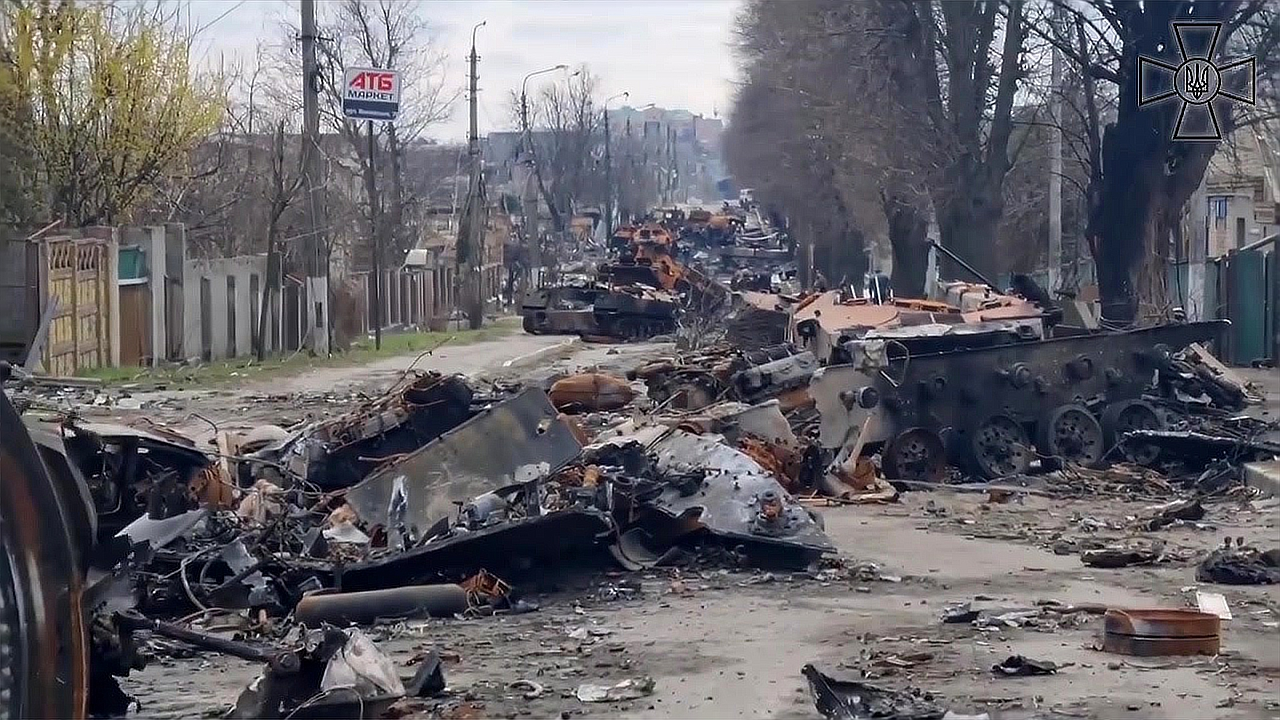
Die am 27. Februar zerstörte russische Militärausrüstung.

Während des russischen Überfalls auf die Ukraine 2022 wurde Butscha als Teil der Offensive auf Kiew ein Ort von Kriegshandlungen. Am 27. Februar suchte die Ukraine gezielt eine russische Militärkolonne. Sie wurde in Butscha gefunden und zerstört; ansonsten erfolgte außer punktuellem Widerstand um den 5. März keine organisierte Verteidigung Butschas, so dass es von russischen Truppen eingenommen wurde. Eine Gemeinderätin erklärte, dass die Ukraine, obwohl die russischen Truppen von Butscha aus Irpin beschossen hätten, nicht militärisch geantwortet hätte und somit die Zerstörung der Stadt verhindert worden sei. Nach dem Rückzug der russischen Truppen am 31. März wurden in der Stadt zahlreiche Leichen von Zivilisten gefunden. Die genaue Zahl der Toten war Anfang April noch unklar. Nach Angaben des Bürgermeisters von Butscha mussten 280 Leichen in Massengräbern beigesetzt werden, weil die drei Friedhöfe der Stadt noch in der Reichweite des russischen Militärs lagen. Nach Aussagen von Einwohnern sollen russische Soldaten ohne erkennbare Provokation auf Zivilisten geschossen haben. Augenzeugen berichteten über die gezielte Tötung von Zivilisten durch russische Soldaten. Einige der Opfer wiesen Spuren von Folter auf. Mehrere Frauen wurden vergewaltigt. Russland bestreitet die Tötung von Zivilisten. Butscha wurde zum weltweiten Medienthema.
Bis August 2022 (Schlussbilanz) wurden 458 Leichen gefunden, von denen 419 Anzeichen dafür trugen, dass die Opfer erschossen, gefoltert oder erschlagen worden waren. 39 scheinen eines natürlichen Todes gestorben zu sein. Fast alle Toten waren Zivilisten.

## Verwaltungsgliederung
Am 12. Juni 2020 wurde die Stadt zum Zentrum der neugegründeten Stadtgemeinde Butscha (Бучанська міська громада/Butschanska miska hromada). Zu dieser zählen auch die 2 Siedlungen städtischen Typs Babynzi und Worsel sowie die 11 in der untenstehenden Tabelle aufgelisteten Dörfer, bis dahin bildete sie die gleichnamige Stadtratsgemeinde Butscha (Бучанська міська рада/Butschanska miska rada) im Norden des Rajons Kiew-Swjatoschyn, war jedoch kein Teil desselben, sondern direkt der Oblastverwaltung unterstellt.
Am 17. Juli 2020 kam es im Zuge einer großen Rajonsreform zum Anschluss des Rajonsgebietes an den Rajon Butscha.
Folgende Orte sind neben dem Hauptort Butscha Teil der Gemeinde:
| Name                     | Name            | Name                               |
| ukrainisch transkribiert | ukrainisch      | russisch                           |
| ------------------------ | --------------- | ---------------------------------- |
| Babynzi                  | Бабинці         | Бабинцы (Babinzy)                  |
| Blystawyzja              | Блиставиця      | Блиставица (Blistawiza)            |
| Buda-Babynezka           | Буда-Бабинецька | Буда-Бабинецкая (Buda-Babinezkaja) |
| Hawryliwka               | Гаврилівка      | Гавриловка (Gawrilowka)            |
| Lubjanka                 | Луб'янка        | Лубянка                            |
| Myrozke                  | Мироцьке        | Мироцкое (Mirozkoje)               |
| Rakiwka                  | Раківка         | Раковка (Rakowka)                  |
| Sdwyschiwka              | Здвижівка       | Здвижевка (Sdwischewka)            |
| Synjak                   | Синяк           | Синяк (Sinjak)                     |
| Tarassiwschtschyna       | Тарасівщина     | Тарасовщина (Tarassowschtschina)   |
| Tscherwone               | Червоне         | Червоное (Tscherwonoje)            |
| Woronkiwka               | Вороньківка     | Вороньковка (Woronkowka)           |
| Worsel                   | Ворзель         | Ворзель                            |

## Städtepartnerschaften
Quelle:
- Bergamo, Italien, seit 2022
- Bergisch Gladbach, Deutschland, seit 2022
- Bilhorod-Dnistrowskyj, Ukraine, seit 2010
- Bucsa, Ungarn, seit 2004
- Cascais, Portugal, seit 2022
- Jarocin, Polen, seit 2006
- Kattowitz, Polen, seit 2022
- Kavadarci, Nordmazedonien, seit 2022
- Kowel, Ukraine, seit 2001
- Ospedaletto Euganeo, Italien, seit 2000
- Palanga, Litauen, seit 2015
- Pont-de-Chéruy, Frankreich, seit 2004
- Pszczyna, Polen, seit 2016
- Škofja Loka, Slowenien, seit 2018
- Tjatschiw, Ukraine, seit 2006
- Tuszyn, Polen, seit 2004

## Persönlichkeiten
- Michail Bulgakow (1891–1940), Schriftsteller, verbrachte seine Sommerferien in Butscha, wo die Familie seit dem Jahr 1900 eine Datscha besaß.[23]
- Leonhard Kossuth (1923–2022), deutscher Übersetzer und Verlagslektor
- Oleksandr Kysljuk (1962–2022), mehrsprachiger Übersetzer und Opfer des Massakers von Butscha
- Mychajlo Artjuchow (* 1971), Skilangläufer
- Anna Kowalenko (* 1991), Politikerin, Aktivistin und Journalistin